# Aral Moreira
Aral Moreira é um município brasileiro da região Centro-Oeste, situado no estado de Mato Grosso do Sul. A história de Aral Moreira foi muito rápida, com curto de desenvolvimento de agropecuária e agricultura, e transformou-se de Distrito em Município dentro de poucos anos, mas sabe-se que o seu primeiro nome foi Rio Verde do Sul tendo como sede a Vila Caú passando a Município a ex-Vila Fronteira Rica com sede do atual Município de Aral Moreira, local do maior centro populacional. Foi distrito do município de Ponta Porã até 1976, ano o qual foi elevado a categoria de cidade.

## História
Na década de 40, em terreno previamente definido, foi criada a colônia General Dutra, implantando-se, também, os alicerces de uma nova povoação, com a denominação de vila Fronteira Rica, que atraiu levas de gaúchos e paulistas. Foi elevada a distrito pela lei número 702, de 15.12.1953 e o município foi criado pela lei número 3.686, de 13.05.1976. Comemora-se sua emancipação política dia 13 de maio.
O desbravamento do município de Ponta Porã começou por Aral Moreira. Em 1.883 Thomas Laranjeira instalava seus ranchos  a margem direita do Rio Verde, nas proximidades da atual Vila kaú e iniciava a exploração da erva mate, iniciava o ciclo da erva-mate, que duraria mais de 60 anos. Inicialmente o número de brasileiros era muito pouco. A maior parte dos empregados na extração de erva-mate eram paraguaios. No final do século famílias riograndenses, fugindo da revolução, chegaram ao município e dedicaram-se ao pastoreio. Na década de 40 o município recebeu novamente algumas famílias vindas do Rio Grande do Sul. Anteriormente tinham vindo os Marques, os Roque,os Gonçalves, os Freires, os Maciel e outros. Posteriormente vieram os Cardinal, os Portelas, os Bataglin, etc... Na década de 50 foi criada a Colônia General Dutra, marco da importância do desenvolvimento da região. Infelizmente a distribuição das terras inicialmente foi feita com objetivos políticos. Pela Lei n.º 702, de 15 de dezembro de 1.953, foi criado o distrito de Paz do Rio Verde do Sul, com sede na Vila de Rio Verde (atual Vila kaú). Depois da 2ª Guerra Mundial, a pecuária sobrepujou a erva-mate em importância econômica, após o corte das importações pela Argentina. A partir de 13 de dezembro de 1943 a área do município pertenceu ao território federal de Ponta Porã ( Dec.- Lei n.º 5.812) e foi integrada ao Estado de Mato Grosso em l8 de julho de 1.946. A partir de 1.970 começaram a chegar paranaenses e riograndenses ao distrito de Rio Verde do Sul.
.O Município de Aral Moreira, após ter passado pelo plebiscito de 02.05.74, transformando-se em Município no dia 13.05.76, pelo Decreto Lei N.º 3686 publicado no Diário Oficial n.º 17082

https://geraldoresende.bimboo.com.br/municipios/aral-moreira?p=2

## Geografia

### Localização
O município de Aral Moreira está situado no sul da região Centro-Oeste do Brasil, no sudoeste de Mato Grosso do Sul (Microrregião de Dourados). Localiza-se na latitude de 22º11’28” Sul e longitude de 55°56’51” Oeste. Distâncias:
- 1 382 km da capital federal (Brasília)
- 367 km da capital estadual (Campo Grande).

### Geografia física
Solo
No município de Aral Moreira são encontrados os seguintes tipos de solos: Predomínio de Latossolo. São solos minerais, não hidromórficos, altamente intemperizados, caracterizados por apresentarem um horizonte B latossólico. No geral, são profundos e muito profundos, bem drenados e acentuadamente drenados, friáveis e bastante porosos.
Relevo e altitude
Está a uma altitude de 609 m. O município de Aral Moreira apresenta relevos suavemente ondulados e planos, com declividades médias de 2° a 5°. Encontra-se em duas regiões geomorfológicas:
- Região dos Planaltos Arenítico-Basálticos Interiores, dividindo-se em duas unidades geomorfológicas: Planalto de Dourados e Divisores das Sub-Bacias Meridionais.
- Região dos Planaltos da Borda Ocidental da Bacia do Paraná, com uma unidade geomorfológica – Planalto de Maracaju.

Apresenta relevo plano geralmente elaborado por várias fases de retomada erosiva e relevos elaborados pela ação fluvial.
Clima, temperatura e pluviosidade
Está sob influência do clima tropical de altitude, sendo que no inverno a temperatura pode baixar de zero e no verão pode ultrapassar 40 graus. O clima é caracterizado como Úmido, apresenta índice efetivo de umidade com valores anuais variando de 40 a 60%. A precipitação pluviométrica anual vária entre 1.500 a 1.700mm anuais, excedente hídrico anual de 800 a 1.200mm, durante cinco a seis meses e deficiência hídrica de 350 a 500mm, durante quatro meses. 
Hidrografia
Está sob influência da Bacia do Rio Paraná, pertencente à Bacia do Rio da Prata. Rios do município:
- Rio Amambai: afluente pela margem direita do rio Paraná com limites Aral Moreira/Coronel Sapucaia e Aral Moreira/Amambai.
- Rio Correntes: afluente pela margem esquerda do rio Amambai, no município de Aral Moreira.
- Rio Guaembeperi: afluente pela margem esquerda do rio Amambai e nasce perto de Sanga Puitã e faz divisa entre os municípios de Ponta Porã e Aral Moreira.
- Rio Emboscada: afluente, pela margem esquerda, do rio Verde, no município de Aral Moreira.
- Rio Verde: afluente do rio Amambaí, no município de Aral Moreira.

Vegetação
Se localiza na região de influência do Cerrado. A cobertura vegetal do município de Aral Moreira demonstra que a cobertura vegetal 
predominante é de lavoura. A Oeste, existem áreas de pastagem plantada. A Floresta Estacional ainda possui testemunhos no município.

### Geografia política
Fuso horário
Está a -1 hora com relação a Brasília e -4 com relação ao Meridiano de Greenwich (Tempo Universal Coordenado).
Área
Ocupa uma superfície de 1 656,185 km² e a área urbana totaliza 0,368 km². 
Subdivisões
Aral Moreira (sede) e Vila Marques e com aglomerações urbanas do Rio Verde e São Luiz.
Arredores
Além de fazer fronteira com a República do Paraguai, faz divisa com os municípios de Ponta Porã, Amambai, Coronel Sapucaia e Laguna Caarapã.

## Política

### Administração municipal (2025–2028)
A atual prefeita de Aral Moreira é Elaine Aparecida Soligo, conhecida como Dra. Elaine (MDB), eleita nas eleições municipais de 2024 com 54,8% dos votos válidos. Sua vice-prefeita é Marines de Oliveira Costa (Republicanos). Ambas tomaram posse em 1º de janeiro de 2025.
A Câmara Municipal para o mandato de 2025 a 2028 é composta pelos seguintes vereadores:
1. Patricia Sakaue (PL) – 575 votos
2. Camilla Fatala (Podemos) – 447 votos
3. Adriana da Saúde (PSDB) – 443 votos
4. Liquinho (Podemos) – 375 votos
5. Emerson Sanches (Podemos) – 369 votos
6. Professor Jackson (PSDB) – 339 votos
7. Dr. Fabrício (PP) – 327 votos
8. Grazi Schutz (MDB) – 264 votos
9. Dorinho (Republicanos) – 229 votos

## Economia
Tem como principais atividades econômicas a agropecuária e serviços. Está voltada basicamente para agricultura com plantio de soja e milho,  e a pecuária com a criação de gado e pequena bacia leiteira.

## Infraestrutura
O município dispõe de dois bancos, Banco do Brasil e Bradesco, que fomenta a economia local, 2 cooperativas de produtores de grãos (LAR e COAMO), 1 Cooperativa de Crédito (Sicredi), 2 hotéis, uma RÁDIO FM 104,9 ESPERANÇA FM Diversos supermercados, 3 farmácias, 2 postos de combustível, diversas lojas de tecidos, confecções e calçados, além de metalúrgicas, diversas empresas de prestação de serviços técnicos para agricultura, oficinas, uma agência dos Correios.

### Saúde
Possui um hospital municipal (Hospital Santa Luzia) com estrutura básica de atendimento e dois postos de saúde.

### Educação
O município é atendido por escolas estaduais e municipais e por uma extensão de uma Universidade Particular (Unigran).

### Transporte
O município possui uma linha da Empresa Expresso Queiroz que liga o município às cidades de: 
- Ponta Porã
- Amambai
- Dourados
- Campo Grande
- Mundo Novo
- Cascavel (PR)
- São Paulo (SP)

### Sindicatos
Três sindicatos em funcionamento na cidade: Sindicato Rural, Sindicato dos trabalhadores em Educação e o Sindicato dos trabalhadores rurais do município.

## Turismo
Local bastante atrativo e o Cerro, que se localiza a poucos quilômetros da cidade em território paraguaio e bastante procurado pelos amantes do lazer e de um ambiente com muito verde e com excelente visão panorâmica. 

### Lazer
No município existem diversos rios e pesqueiros, além das sedes da AABB, Sindicato Rural, Clube dos Idosos e algumas praças. E também sites de música regional como : Sertanejo de novo

## Religião
Existem diversos templos Protestantes ou evangélicos (Batista, Assembleia de Deus, Adventista, IURD, Luterana, Crista do Brasil e outras), Igreja Católica Romana, Salão das Testemunhas de Jeová.